# Athetis inconspicua
Athetis inconspicua là một loài bướm đêm trong họ Noctuidae.